# Safae el Khannoussi
Safae el Khannoussi (Tanger (Marokko), 13 juli 1994) is een Nederlands schrijver. Zij was de eerste debutante die ooit de Libris Literatuur Prijs won.

## Leven en werk
Safae el Khannoussi werd in 1994 geboren in Tanger. Toen ze vier jaar was verhuisde ze mee naar Amsterdam, waar haar vader al sinds de jaren zeventig woonde en werkte. Het gezin kwam vanaf april 1999 te wonen in de Rivierenbuurt. Zij vond dat als kind een (te) grote overgang van een familieleven (iedereen woonde bij elkaar) in Tanger, naar uitsluitend het gezin in Amsterdam-Zuid.
Vanaf september 1999 ging Safae el Khannoussi naar de Maas en Waalschool, en vanaf 2006 naar het Amsterdams Lyceum; vervolgens studeerde ze politieke filosofie aan de Universiteit van Amsterdam (UvA) en behaalde ze in 2022 een master in de filosofie. Aan de UvA werkt ze aan een promotieonderzoek over politieke filosofie en gevangenisabolitionisme vanuit dekoloniaal perspectief. Ze schreef verhalen in De Gids en is lid van de redactie van dat tijdschrift. In 2019 debuteerde ze met De dobbelaar van Caïro in De Gids.
Haar debuutroman Oroppa verscheen in 2024 en kreeg lovende recensies. Oroppa is de Arabische naam voor Europa. De roman vertelt de complexe levens van mensen buiten het centrum van Europa en laat Europa zien door de ogen van migranten. Safae el Khannoussi gebruikte de orale traditie van literatuur uit Zuidwest-Azië en Noord-Afrika en van haar familie voor de roman. Ze schreef zeven jaar aan de roman.
Eind december 2024 werd Safae el Khannoussi door de Volkskrant uitgeroepen tot literair talent van het jaar 2025, en het boek Oroppa tot het beste boek van 2024. Door Het Parool werd Oroppa uitgeroepen tot het beste fictieboek van 2024. In 2025 werd de Vlaamse literatuurprijs De Boon voor fictie en non-fictie aan haar debuutroman toegekend en won zij hiervoor tevens de Nederlandse Libris Literatuur Prijs. Oroppa was de eerste debuutroman die de Libris literatuurprijs won. Safae el Khannoussi is genomineerd voor de Amsterdamprijs voor de Kunst.
In 2025 kwam het boek De erfenis uit, met verhalen van Safae el Khannoussi, die eerder verschenen in De Gids onder haar pseudoniem Safae el Shayeb.

## Bestseller 60
| Boeken met noteringen in de Nederlandse Bestseller 60 | Jaar van verschijnen | Datum van binnenkomst | Hoogste positie | Aantal weken | Opmerkingen                          |
| ----------------------------------------------------- | -------------------- | --------------------- | --------------- | ------------ | ------------------------------------ |
| Oroppa                                                | 2024                 | 04-09-2024            | 1(1wk)          | 37*          | winnaar Libris Literatuur Prijs 2025 |

- International Standard Name Identifier: 0000 0005 2429 9489
- Nederlandse Thesaurus van Auteursnamen: 44351691X
- Virtual International Authority File: 20172516112726190717